# Масловская волость (Лаишевский уезд)
Ма́словская во́лость (тат. ماسلاو ۋولىٰسىٰ, Маслау вулысы) — волость в Лаишевском уезде Казанской губернии. Волостной центр — село Масловка.

## География
Волость располагалась на правом берегу реки Камы. На 1896 год в пределах этой части Лаишевского уезда берег Камы представлял сплошную возвышенность, высшая точка которой находилась близ села Масловки. Граничила с Анатышской, Зюзинской, Чирповской и Алексеевской волостями. 

## История
Волость возникла не позднее 1870 года. В 1920 году, как и весь уезд, вошла в состав Лаишевского кантона Татарской АССР. 
Упразднена в 1924 году при укрупнении волостей в Татарской АССР. Селения Масловка, Дмитриевка, Брынка, Сорочьи Горы вошли в состав Рыбно-Слободской волости, селения Большой и Малый Ошняк вошли в состав Больше-Салтанской волости, селения Большая Елга, Малая Елга, Елга-Сабакаево вошли в состав Чирповской волости.

## Административное деление
В 1923 году волость делилась на 7 сельсоветов: Масловский, Сорочье-Горский, Больше-Елгинский, Мало-Елгинский, Сабакаевский, Больше-Ошнякский, Мало-Ошнякский.

## Население
- 11016 чел. (1914).[4]